# سباق باريس روبيه 1923
طواف باريس 1923 هو سباق دراجات هوائية أقيم بتاريخ 1 أبريل، تكون السباق من مرحلة واحدة، وامتدّ لمسافة 270 كم، وبسرعة 30.098 كم/س، استغرق السباق 8 ساعات و58 دقيقة و15 ثانية.